# ستيوارت دبليو. كرامر
ستيوارت دبليو. كرامر (بالإنجليزية: Stuart W. Cramer)‏ هو مهندس أمريكي، ولد في 1868، وتوفي في 1940.